# Philip Roth
Philip Roth (19 tháng 3 năm 1933 – 22 tháng 5 năm 2018) là một tiểu thuyết gia người Mỹ gốc Do Thái. Ông nhận được sự chú ý lần đầu thông qua tiểu thuyết Goodbye, Columbus, miêu tả một chân dung khiếm nhã và hài hước của đời sống người Mỹ Do Thái và ông nhận được Giải thưởng Sách Quốc gia hạng mục tiểu thuyết. Các tác phẩm của ông gồm có Báo ứng, Vết nhơ của người, cuốn tiểu thuyết đã được dựng thành phim cùng tên do Anthony Hopkins và Nicole Kidman đóng vai chính.
Philip Roth sinh ở Newark, New Jersey, nơi trở thành khung cảnh cho những tiểu thuyết đầu tiên của ông. Cha ông là người bán bảo hiểm thuộc dòng dõi Áo – Hung. Từ những năm 1960 Roth làm việc ở Đại học Quốc gia Iowa, Princeton, Đại học bang New York, Đại học Pennsylvania và nhiều nơi khác. Từ 1988 ông là Giáo sư Ưu tú tại Cao đẳng Hunter, New York. Roth được nhiều giải thưởng như Guggenheim fellowship (1959), National Book Award (1960, 1995), Rockefeller fellowship (1966), National Book Critics Circle award (1988, 1992), và PEN/Faulkner Award (1993, 2000). Năm 1998 Roth nhận huân chương Quốc gia về Nghệ thuật tại Nhà Trắng và năm 2001 ông đã nhận được giải thưởng cao nhất của Viện Hàn lâm Văn học Nghệ thuật Hoa Kỳ, huy chương vàng về tiểu thuyết. Năm 2011, Roth đoạt giải Tư 'Man Booker International Prize', trị giá 60.000£.

### Thông tinh
- Literary Encyclopedia biography
- The Philip Roth Society
- Philip Roth looks back on a legendary career, and forward to his final act
- American Master's Philip Roth: Unmasked.
- Tác phẩm của Philip Roth tại Open Library
- Bản mẫu:Library resources by

### Phỏng vấn
- Hermione Lee (Fall 1984). "Philip Roth, The Art of Fiction No. 84". The Paris Review.
- Roth interview – from NPR's "Fresh Air", September 2005
- Roth interview – from The Guardian, December 2005
- Roth interview Lưu trữ ngày 15 tháng 1 năm 2014 tại Wayback Machine – from Open Source
- Roth interview – from Der Spiegel, February 2008
- Roth interview[liên kết hỏng] – from the London Times, ngày 17 tháng 10 năm 2009
- Roth Lưu trữ ngày 6 tháng 7 năm 2011 tại Wayback Machine – CBC, Writers and Company.